# Cantar de mio Cid
Cantar de mio Cid ("Sången om min Cid") är den äldsta bevarade episka dikten i spansk litteratur. Den tros ha skrivits mellan åren 1195 och 1207 av en eller flera okända författare. Den är baserad på den sanna historien om den spanska hjälten El Cid och utspelar sig under reconquistan.

## Handling
El Cid gifter sig med Doña Ximena, kusin till kung Alfonso VI, men hamnar i onåd hos kungen och tvingas lämna sitt hemland Kastilien. Berättelsen börjar med en skildring av El Cids exil där han av sina fiender anklagas för att stulit pengar från kungen. För att återfå sin ära deltar han i slagen mot morerna och erövringen av Valencia. Genom dessa hjältemodiga insatser återfår han kungens förtroende och sin ära. Kungen ser till att El Cids döttrar blir bortgifta till infanterna av Carrión. Men när dessa prinsar anklagas av El Cids män för feghet svär de att hämnas. De misshandlar sina fruar och lämnar dem att dö. När El Cid får veta detta ber han kungen om att skipa rättvisa. Infanterna tvingas lämna tillbaka El Cids hemgift och besegras i en duell där all deras ära fråntas. El Cids döttrar blir sedan omgifta med infanterna av Navarra och Aragonien. Dessa giftermål blev inledningen till ett förenat Spanien.

## Stil
Till skillnad från andra medeltida europeiska episka verk är stilen realistisk. Eposet består av mer än 3700 strofer på vanligtvis 14 till 16 stavelser med assonanta rim.